# Corylopsis platypetala
Corylopsis platypetala är en trollhasselart som beskrevs av Alfred Rehder och E.H. Wilson. Corylopsis platypetala ingår i släktet Corylopsis och familjen trollhasselfamiljen. Inga underarter finns listade i Catalogue of Life.

## Bildgalleri

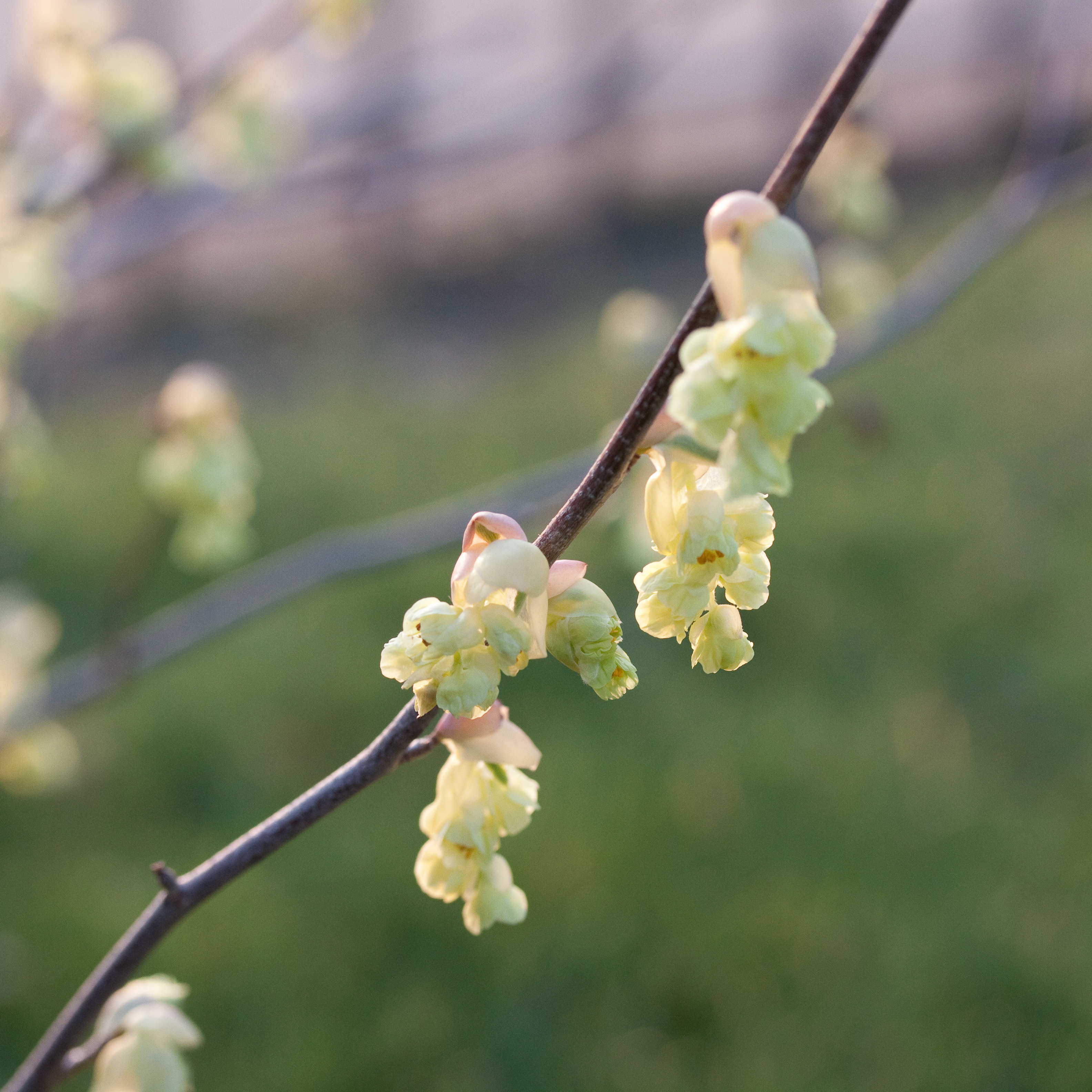
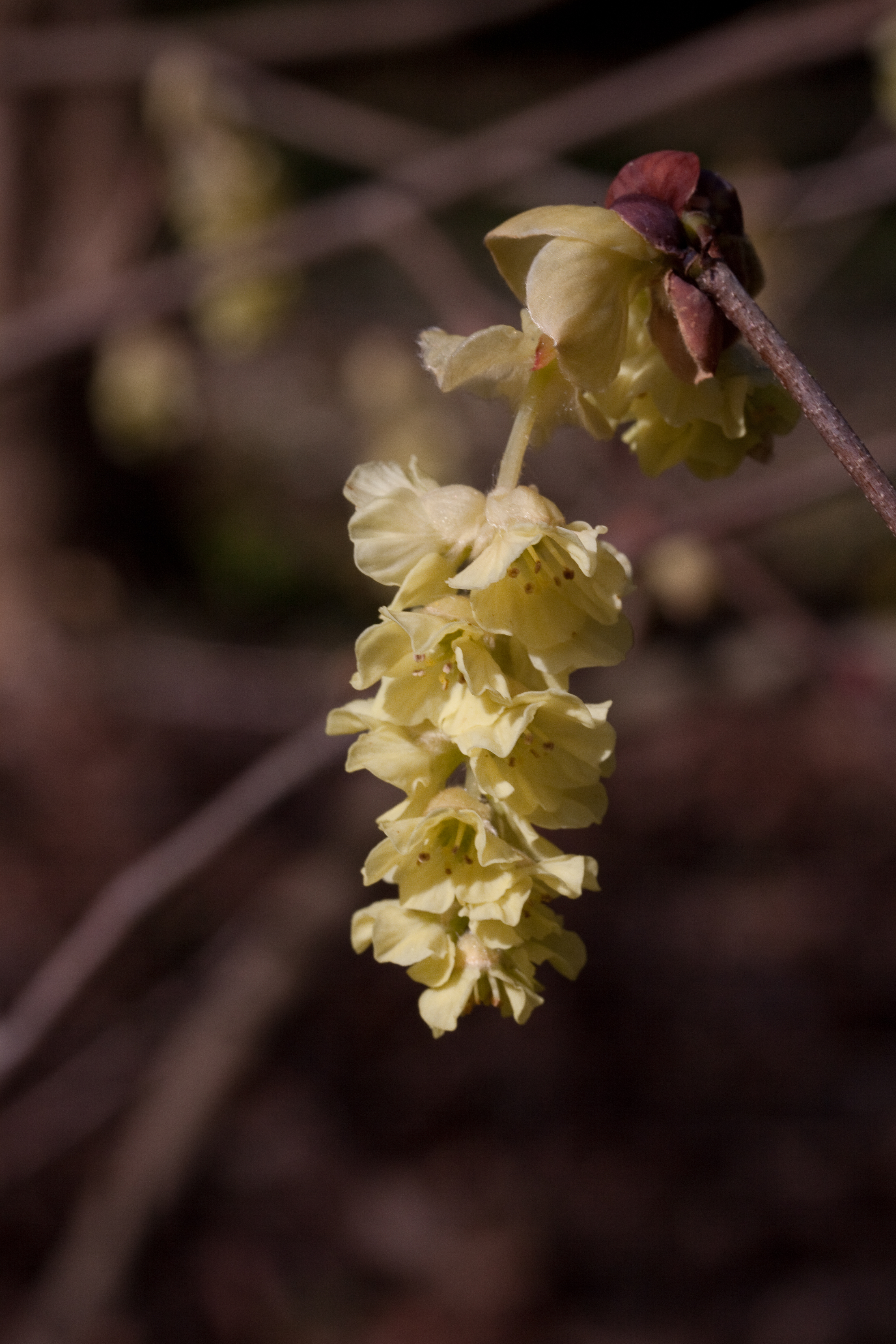
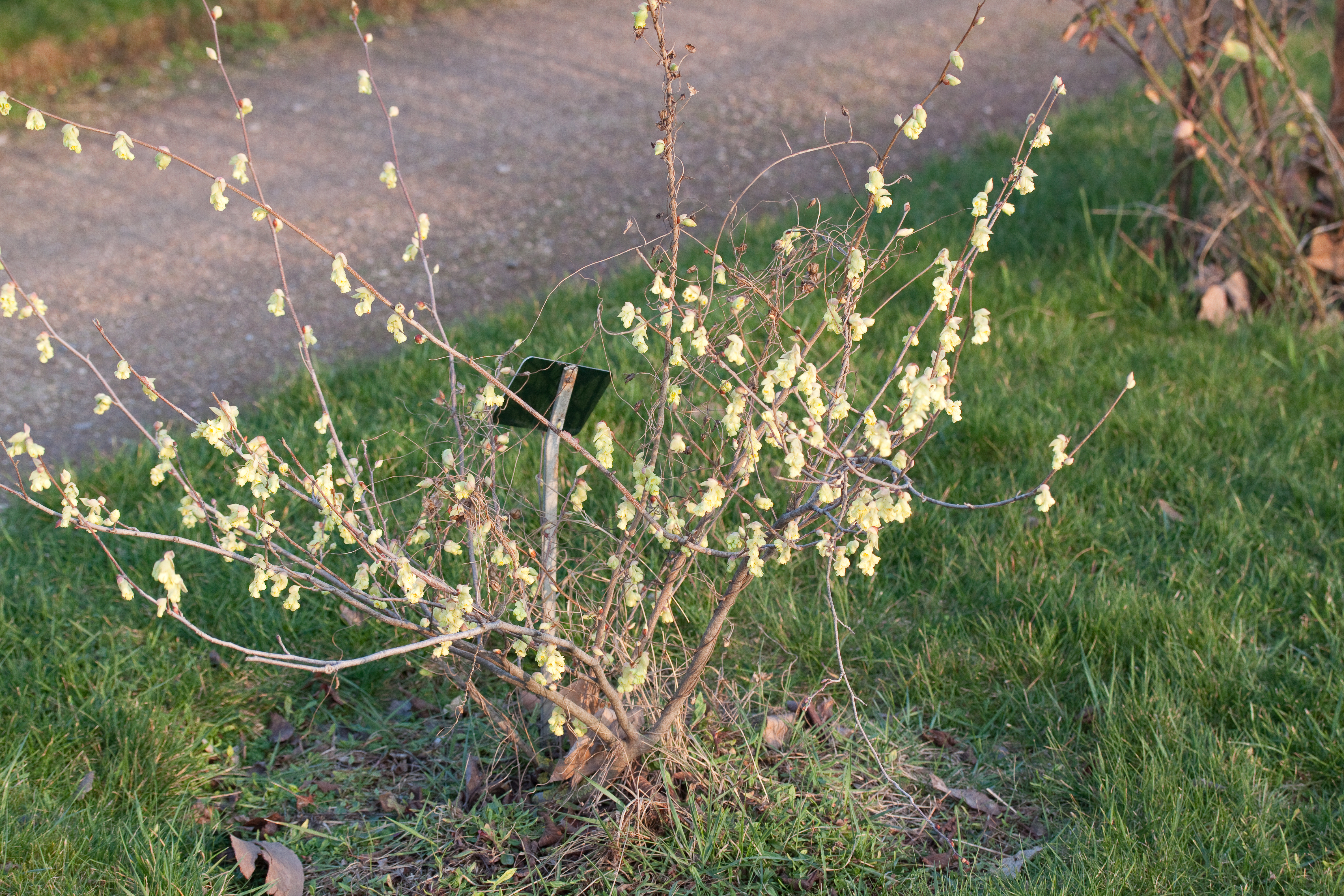
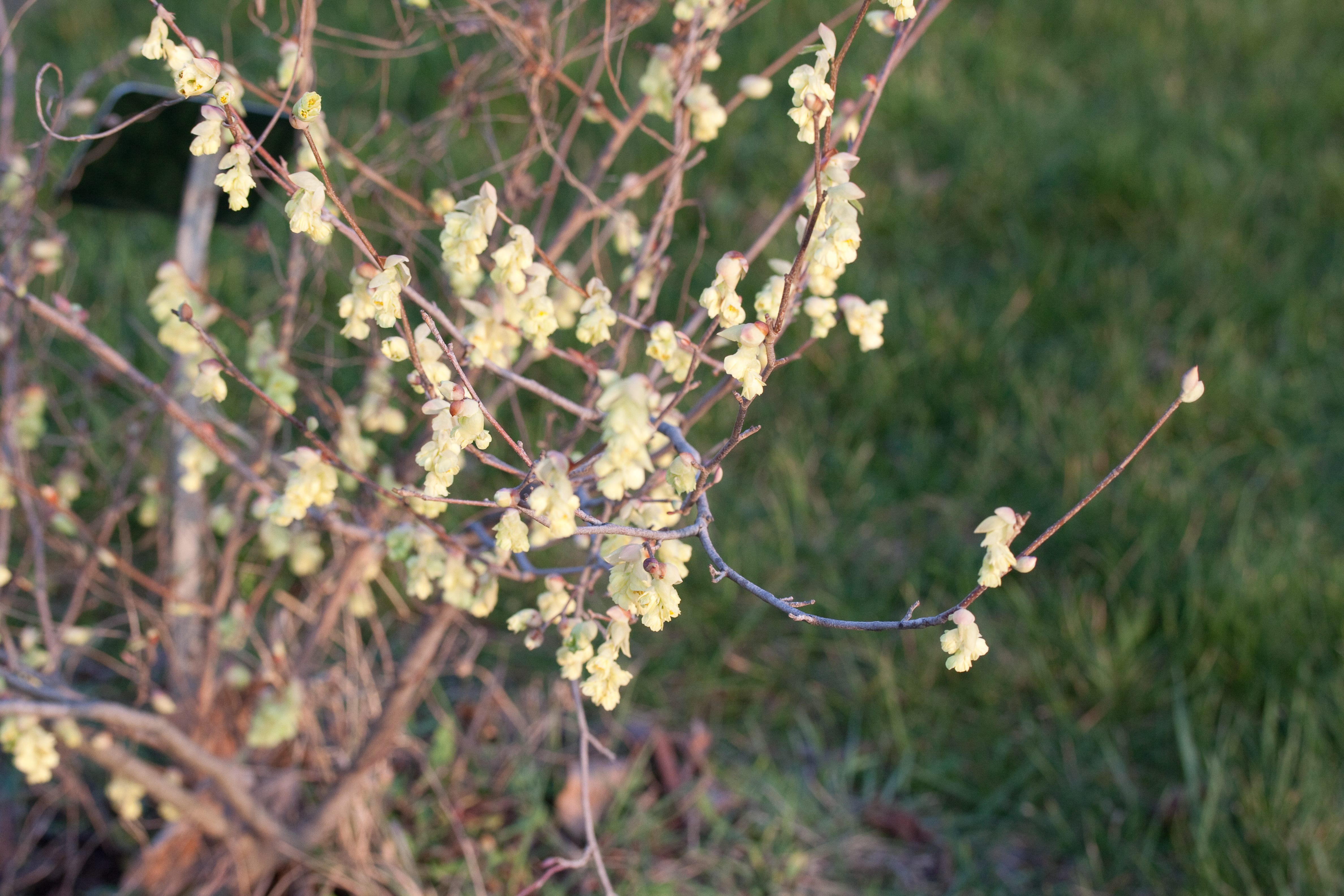
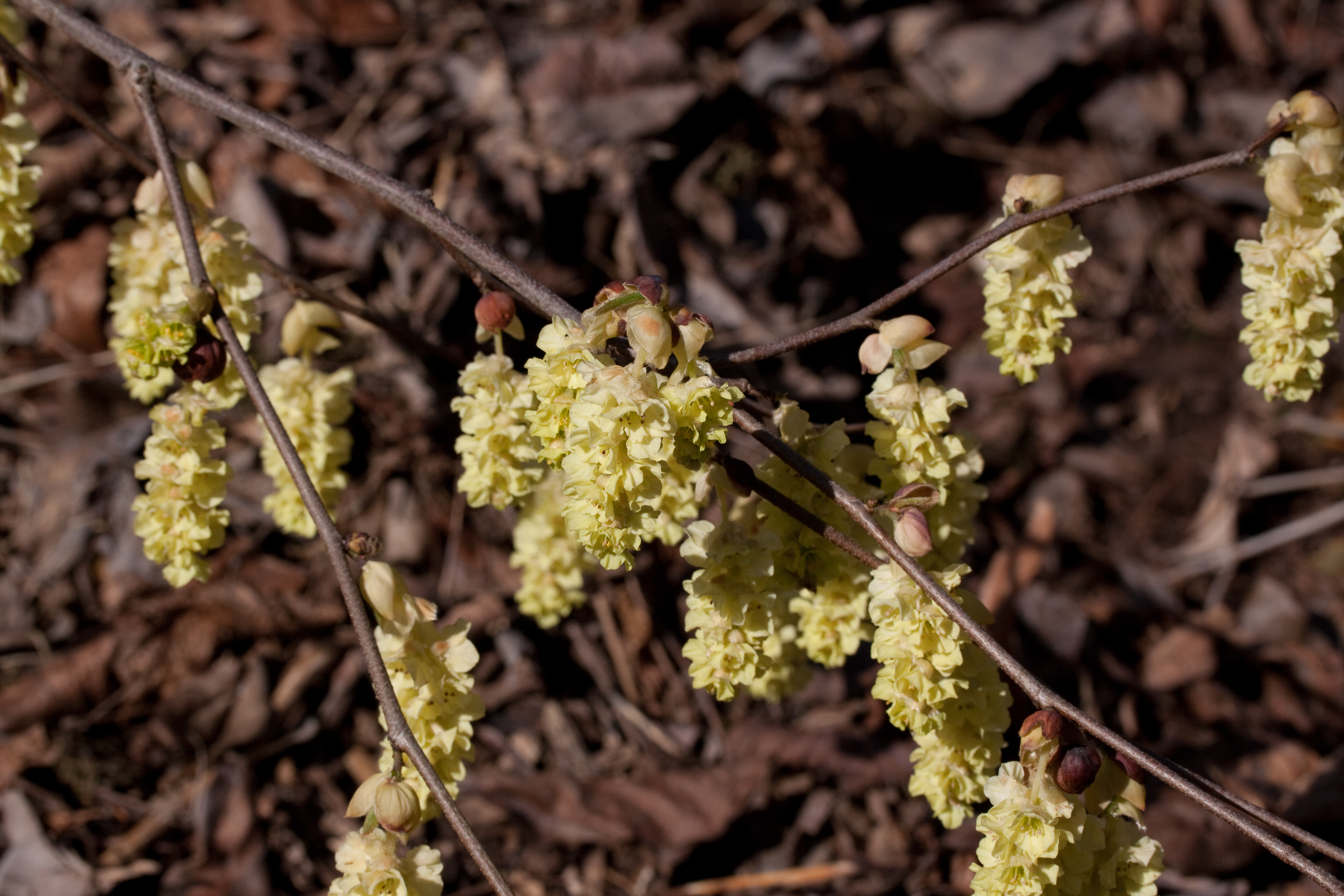